# Бядач (Ключборський повіт)
Бядач (пол. Biadacz, нім. Ludwigsdorf) — село в Польщі, у гміні Ключборк Ключборського повіту Опольського воєводства.
Населення — 642 особи (2011).
У 1975-1998 роках село належало до Опольського воєводства.

## Демографія
Демографічна структура станом на 31 березня 2011 року:
|          | Загалом | Допрацездатний вік | Працездатний вік | Постпрацездатний вік |
| -------- | ------- | ------------------ | ---------------- | -------------------- |
| Чоловіки | 331     | 63                 | 239              | 29                   |
| Жінки    | 311     | 52                 | 184              | 75                   |
| Разом    | 642     | 115                | 423              | 104                  |